# Ephialtes brevis
Ephialtes brevis là một loài tò vò trong họ Ichneumonidae.